# Euskaltel-Euskadi/Saison 2010
Dieser Artikel listet Erfolge und Mannschaft des Teams Euskaltel-Euskadi in der Saison 2010 auf.

## Saison 2010

### Erfolge beim UCI World Calendar
Bei den Rennen des  UCI World Calendar im Jahr 2010 gelangen dem Team nachstehende Erfolge.
| Datum         | Rennen                         | Fahrer         |
| ------------- | ------------------------------ | -------------- |
| 8. April      | 4. Etappe Baskenland-Rundfahrt | Samuel Sánchez |
| 2. Mai        | 5. Etappe Tour de Romandie     | Igor Antón     |
| 31. August    | 4. Etappe Vuelta a España      | Igor Antón     |
| 8. September  | 11. Etappe Vuelta a España     | Igor Antón     |
| 13. September | 16. Etappe Vuelta a España     | Mikel Nieve    |

### Erfolge in der UCI Europe Tour
Bei den Rennen der UCI Europe Tour im Jahr 2010 gelangen dem Team nachstehende Erfolge.
| Datum        | Rennen                             | Fahrer          |
| ------------ | ---------------------------------- | --------------- |
| 11. April    | Klasika Primavera                  | Samuel Sánchez  |
| 16. April    | 3. Etappe Vuelta a Castilla y León | Igor Antón      |
| 28. April    | 1. Etappe Vuelta a Asturias        | Pablo Urtasun   |
| 30. April    | 3b. Etappe Vuelta a Asturias       | Beñat Intxausti |
| 26. Mai      | 1. Etappe Bayern-Rundfahrt         | Rubén Pérez     |
| 6. Juni      | 4. Etappe Luxemburg-Rundfahrt      | Gorka Izagirre  |
| 25. Juli     | Prueba Villafranca de Ordizia      | Gorka Izagirre  |
| 4. August    | 1. Etappe Burgos-Rundfahrt         | Koldo Fernández |
| 5. August    | 2. Etappe Burgos-Rundfahrt         | Samuel Sánchez  |
| 8. August    | 5. Etappe Burgos-Rundfahrt         | Samuel Sánchez  |
| 5.–8. August | Gesamtwertung Burgos-Rundfahrt     | Samuel Sánchez  |
| 26. August   | Tour de Vendée                     | Koldo Fernández |

### Abgänge – Zugänge
| Zugänge              | Team 2009         | Abgänge         | Team 2010       |
| -------------------- | ----------------- | --------------- | --------------- |
| Beñat Intxausti      | Fuji-Servetto     | Markel Irízar   | Team RadioShack |
| Gorka Izagirre       | Contentpolis-AMPO | Andoni Lafuente | Cespa Euskadi   |
| Jónathan Castroviejo | Orbea             | Mikel Astarloza | Dopingsperre    |
| Miguel Mínguez       | Orbea             | Íñigo Landaluze | Dopingsperre    |
| Daniel Sesma         | Orbea             | Josu Agirre     | Unbekannt       |
| Romain Sicard        | Orbea             |                 |                 |

### Mannschaft 2010
| Name                       | Geburtstag         | Herkunft   |
| -------------------------- | ------------------ | ---------- |
| Igor Antón                 | 2. März 1983       | Spanien    |
| Francisco Javier Aramendia | 5. Dezember 1986   | Spanien    |
| Jorge Azanza               | 16. Juni 1982      | Spanien    |
| Jónathan Castroviejo       | 27. April 1987     | Spanien    |
| Sergio de Lis              | 9. Mai 1986        | Spanien    |
| Koldo Fernández            | 13. September 1981 | Spanien    |
| Aitor Galdós               | 9. November 1979   | Spanien    |
| Aitor Hernández            | 24. Januar 1982    | Spanien    |
| Beñat Intxausti            | 20. März 1986      | Spanien    |
| Iñaki Isasi                | 20. April 1977     | Spanien    |
| Gorka Izagirre             | 7. Oktober 1987    | Spanien    |
| Egoi Martínez              | 15. Mai 1978       | Spanien    |
| Miguel Mínguez             | 30. August 1988    | Spanien    |
| Mikel Nieve                | 26. Mai 1984       | Spanien    |
| Juan José Oroz             | 11. Juli 1980      | Spanien    |
| Alan Pérez                 | 15. Juli 1982      | Spanien    |
| Rubén Pérez                | 30. Oktober 1981   | Spanien    |
| Samuel Sánchez             | 5. Februar 1978    | Spanien    |
| Daniel Sesma               | 18. Juni 1984      | Spanien    |
| Romain Sicard              | 1. Januar 1988     | Frankreich |
| Amets Txurruka             | 10. November 1982  | Spanien    |
| Pablo Urtasun              | 29. März 1980      | Spanien    |
| Iván Velasco               | 7. Februar 1980    | Spanien    |
| Gorka Verdugo              | 4. November 1978   | Spanien    |

### Tour de France
Bei der Tour de France 2010 gelangen dem Team nachstehende Erfolge.
| Nr. | Name           | Anmerkungen                          |
| --- | -------------- | ------------------------------------ |
| 181 | Samuel Sánchez | Vierter der Gesamtwertung            |
| 182 | Iñaki Isasi    | 115. der Gesamtwertung               |
| 183 | Egoi Martínez  | 40. der Gesamtwertung                |
| 184 | Juan José Oroz | Nicht zur 7. Etappe angetreten       |
| 185 | Alan Pérez     | 129. der Gesamtwertung               |
| 186 | Rubén Pérez    | 95. der Gesamtwertung                |
| 187 | Amets Txurruka | Aufgabe nach Sturz auf der 4. Etappe |
| 188 | Iván Velasco   | 62. der Gesamtwertung                |
| 189 | Gorka Verdugo  | 36. der Gesamtwertung                |

### Vuelta a España
Bei der Vuelta a España 2010 gelangen dem Team nachstehende Erfolge.
| Nr. | Name            | Anmerkungen |
| --- | --------------- | --- |
| 71  | Igor Antón      | 4. & 11. Etappe; 8. – 9. & 11. – 13. Etappe; 4. – 5. & 11. Etappe; 11. – 13. Etappe; Aufgabe nach Sturz auf der 14. Etappe |
| 72  | Koldo Fernández | 141. der Gesamtwertung |
| 73  | Beñat Intxausti | Aufgabe auf der 15. Etappe                                                                                                 |
| 74  | Egoi Martínez   | Aufgabe auf der 14. Etappe                                                                                                 |
| 75  | Mikel Nieve     | 12. der Gesamtwertung |
| 76  | Juan José Oroz  | 56. der Gesamtwertung |
| 77  | Amets Txurruka  | 31. der Gesamtwertung |
| 78  | Pablo Urtasun   | 101. der Gesamtwertung |
| 79  | Gorka Verdugo   | 84. der Gesamtwertung |